# Braciszek i Karlsson z dachu
Braciszek i Karlsson z dachu (tyt. org. Lillebror och Karlsson på taket) – powieść szwedzkiej pisarki Astrid Lindgren napisana w 1955. Na jej podstawie powstał radziecki film Małysz i Karlson.